# Theodor von Fircks
Œuvres principales
Études sur l’avenir de la Russie
Theodor von Fircks (1812-1872), aussi connu sous le nom Фёдор Иванович Фиркс ou Fiodor Ivanovitch Firks, était un écrivain ayant écrit sous le pseudonyme de Schedo-Ferrotti sur l'Empire russe et les différentes réformes à accomplir.

## Biographie

### Formation
Issu d'une famille de barons baltes couroniens, il fait des études d’ingénierie civile à Saint-Pétersbourg.

### Carrière
Après ses études, il entre au Bureau des Communications chargé de l'entretien de la voirie. 
En 1840, il est muté de la Livonie à la Nouvelle-Russie et en Bessarabie, où il travaille sur l'amélioration des routes et la construction de chemins de fer,. 
En 1854, il est muté aux douanes à Riga puis est envoyé à Bruxelles au service du ministère des Finances ; il y écrira la majeure partie de son œuvre.

## Écriture

### Sujets traités
En 1857, le baron von Fircks commença sa carrière d'écrivain avec le premier volume de la série Études sur l'avenir de la Russie, consacré au servage et à son abolition, qui sera publié sous le pseudonyme D. K. Schédo-Ferrotti, question sur laquelle il reviendra plus tard.
Il en publia d'autres, notamment sur les réformes à apporter à l'administration,, à l'armée, s'exprimant notamment sur la question des vieux-croyants et sur la question polonaise.
Parallèlement, il écrit sur les chemins de fer en Russie ainsi que sur le nihilisme.

### Idées défendues

#### Des positions libérales
Le baron von Fircks est en faveur de plus de libertés pour les sujets de l'Empire russe : son premier livre à pour sujet l'abolition du servage et ses ouvrages suivants défendent la liberté religieuse et l'autonomie du royaume du Congrès ; parallèlement à cela, il s'exprime en faveur d'une réforme de l'État et de l'administration, de réduire le rôle du tchine, de « dégraisser » la bureaucratie, de lutter contre la corruption, de réformer l'armée et d'améliorer le sort des soldats.
Dans les communes paysannes, il est en faveur de transférer aux membres l'usufruit de leurs terres afin de favoriser les progrès agricoles qu'un repartage pourrait empêcher.
Il écrit également des réponses publiques à d'autres publicistes russes tels que Katkoff et Herzen.

#### Un substrat conservateur
Cependant il reste un partisan convaincu du tsarisme, désireux de protéger la monarchie, qui, sous la forme de l'autocratie, lui parait être le pilier de la grandeur de la Russie : ainsi, s'il est en faveur de la libération des paysans, il veut en même temps la faire en ménageant l'ordre nobiliaire qui pour lui est un pilier de la monarchie, et cela en l'étalant sur vingt ans et en conservant aux propriétaires la propriété des terres ; cette même noblesse devra se voir accorder le monopole de la grande propriété terrienne à l'aide de majorats ainsi que le rôle dirigeant par rapport à l'administration rurale sur le modèle des provinces baltiques.
De même, s'il désire que la Pologne se voit accorder plus de libertés et d'autonomie, il est toujours en faveur du maintien de la Pologne dans l'Empire russe et envisage pour cela une noblesse polonaise ayant des pouvoirs ainsi qu'un prestige réduit auprès des paysans, même s'il confesse avoir voulu l’indépendance pour empêcher une guerre avec les puissances européennes à la suite de l'insurrection polonaise de 1861-1864.

## Exil
La publication du volume de ses études consacré à la Pologne provoque une campagne de presse violente contre lui, le contraignant à la démission et à l’exil.
Il meurt à Dresde le 22 octobre 1872.

## Œuvre

### Série "Études sur l'avenir de la Russie"
- Theodor von Fircks, Étude sur l'avenir de la Russie, vol. 1 : La Libération des paysans, Berlin, Librairie B. Behr, mars 1857, 81 p. (lire en ligne)
- Theodor von Fircks, Étude sur l'avenir de la Russie, vol. 2 : Les principes du gouvernement et leur conséquences, Berlin, Librairie B. Behr, septembre 1857, 3e éd., 68 p. (lire en ligne)
- Theodor von Fircks, Étude sur l'avenir de la Russie, vol. 3 : Malversations et remèdes, Berlin, Librairie B. Behr (no 3), septembre 1858, 2e éd., 160 p. (lire en ligne)
- Theodor von Fircks, Étude sur l'avenir de la Russie, vol. 4 : La Noblesse, Berlin, Librairie B. Behr, 1859, 2e éd., 139 p. (lire en ligne)
- Theodor von Fircks, Étude sur l'avenir de la Russie, vol. 5 : Le Militaire, la garde et l'armée, Berlin, Librairie B. Behr, 1860, 176 p. (lire en ligne)
- Theodor von Fircks, Étude sur l'avenir de la Russie, vol. 6 : Les serfs non encore libérés, Berlin, Librairie B. Behr, 1861, 100 p. (lire en ligne)
- Theodor von Fircks, Étude sur l'avenir de la Russie, vol. 7 : La tolérance et le schisme religieux en Russie, Berlin, Librairie B. Behr, 1863, 441 p. (lire en ligne)
- Theodor von Fircks, Étude sur l'avenir de la Russie, vol. 8 : Que fera-t-on de la Pologne?, Berlin, Librairie B. Behr, 1865, 311 p. (lire en ligne)
- Theodor von Fircks, Étude sur l'avenir de la Russie, vol. 9 : Le nihilisme en Russie, Berlin, Librairie B. Behr, 1867, 332 p. (lire en ligne)
- Theodor von Fircks, Étude sur l'avenir de la Russie, vol. 10 : Le patrimoine du peuple, Berlin, Librairie B. Behr, 1868, 131 p. (lire en ligne)

### Autres livres
- Theodor von Fircks, Lettres sur les chemins de fer en Russie, Berlin, Librairie B. Behr, 1858, 58 p. (lire en ligne)
- Theodor von Fircks, Lettre à Monsieur Herzen, Berlin, Librairie B. Behr, 1861, 32 p. (lire en ligne)
- Theodor von Fircks, Lettre d'un patriote polonais au gouvernement national de la Pologne, Berlin, E. Dentu, 1863, 96 p. (lire en ligne)
- Theodor von Fircks, Le Programme du Congrès Européen : essai d'une solution du problème que pose le discours du 5 novembre, Berlin, E. Dentu, 1863, 23 p. (lire en ligne)
- Theodor von Fircks, La question Polonaise au point de vue de la Pologne, de la Russie et de l'Europe, Berlin, Librairie B. Behr, 1863, 130 p. (lire en ligne)